# ماريان جان باتيست
ماريان جان باتيست (بالإنجليزية: Marianne Jean-Baptiste)‏؛ هي كاتبة سيناريو وممثلة بريطانية، ولدت في 26 أبريل 1967 بلندن في المملكة المتحدة.

## أعمال

### أفلام
- (1996) أسرار وأكاذيب[6]
- (2000) 28 يوما[7]
- (2001) لعبة تجسس[8][9]
- (2008) مدينة إيمبر
- (2010) اللصوص[10]
- (2011) 360[11]
- (2014) حافة الغد[12][13]
- (2014) روبوكوب[14][15][16]
- (2014) كعكة[17][18]

### مسلسلات
- كيف تفلت بجريمة قتل[19]
- نقطة عمياء

## ترشيحات
- جائزة الأوسكار لأفضل ممثلة مساعدة، عن عمل: أسرار وأكاذيب (1996)

## وصلات خارجية
- ماريان جان باتيست على موقع IMDb (الإنجليزية)
- ماريان جان باتيست على موقع ألو سيني (الفرنسية)
- ماريان جان باتيست على موقع ميوزك برينز (الإنجليزية)
- ماريان جان باتيست على موقع أول موفي (الإنجليزية)
- ماريان جان باتيست على موقع قاعدة بيانات الأفلام السويدية (السويدية)
- ماريان جان باتيست على موقع إن إن دي بي (الإنجليزية)
- ماريان جان باتيست على موقع ديسكوغز (الإنجليزية)
- ماريان جان باتيست على موقع قاعدة بيانات الفيلم (الإنجليزية)
- ماريان جان باتيست على موقع كينوبويسك (الروسية)